# 5116-os mellékút (Magyarország)
Az 5116-os mellékút egy közel 6 kilométer hosszú, négy számjegyű mellékút Tolna vármegye délkeleti részén. Tolna belvárosát köti össze Bogyiszlóval és az M9-es autóút ottani csomópontjával.

## Nyomvonala
Az 5112-es útból ágazik ki, annak a 15+800-as kilométerszelvénye táján, Tolna belvárosában, délkelet felé, Kossuth Lajos utca néven. Alig 400 méter után délnyugatnak fordul, Garay utca néven, majd mintegy száz méterrel arrébb visszakanyarodik a korábbi irányához, az Aldunasor utca nevet felvéve. Kevéssel ezután ki is lép a város belterületei közül, majd két Duna-holtágat is keresztez, az elsőt híddal, míg a másodikat az azt kettészelő töltésen végighaladva. Miután eléri ez utóbbi túlsó partját, az 1+400-as kilométerszelvénye táján délebbnek fordul, úgy halad tovább a város külterületei között.
Már majdnem 4,8 kilométer megtételén van túl, amikor kiágazik belőle kelet felé az 51 165-ös számú mellékút, Bogyiszló központja irányába, majd az ötödik kilométerét elhagyva át is lépi e község határát. Lakott területeket azonban a továbbiakban már nem érint, Bogyiszló belterületének nyugati széle mellett húzódik. Egy ötágú körforgalomba beletorkollva ér véget, amely körforgalomhoz dél felől az M9-es autóút bogyiszlói csomópontjának két átkötő ága (90 605, 90 606), északkelet felől egy, a községbe vezető önkormányzati út, kelet felől pedig egy, a Duna itteni kikötőjéig vezető alsóbbrendű út csatlakozik.
Teljes hossza, az országos közutak térképes nyilvántartását szolgáló kira.gov.hu adatbázisa szerint 5,817 kilométer.

## Története
Úgy tűnik – legalábbis a kira.gov.hu térképének nem egyértelmű jelölései erre utalnak –, hogy volt idő, amikor egy háztömbnyivel keletebbre ágazott ki az 5112-es útból, mintegy az 51 163-as számú mellékút folytatásaként; ily módon kezdeti szakasza a Bajcsy-Zsilinszky utca nevet viselte, majd a Garay utcára ráfordulva érte el a jelenlegi nyomvonalat. Abban, hogy az út ma már nem ezt az irányt követi, bizonyára közrejátszhat, hogy a Bajcsy-Zsilinszky utca olyan keskeny, hogy emiatt (ismeretlen időpontban) egyirányúsították is a forgalmát délkelet felé.

## Települések az út mentén
- Tolna
- Bogyiszló